# Japanoplana insolita
Japanoplana insolita is een platworm (Platyhelminthes). De worm is tweeslachtig. De soort leeft in zout en brak water. Japanoplana insolita werd in 1994 beschreven door Ax.